# Hubert von Grashey
Hubert von Grashey, né le 30 octobre 1839 à Grönenbach et mort le 24 août 1914 à Munich, est un psychiatre allemand.

## Biographie
Hubert von Grashey étudie la médecine à Wurtzbourg, à Vienne et à Berlin et obtient son diplôme de médecin en 1867.
Il est le gendre du psychiatre Bernhard von Gudden avec qui il travaille au Kreis-Irrenanstalt (« Asile d’aliénés ») à Werneck. Plus tard, en 1884, il est nommé directeur du Kreise-Irrenanstalt-Deggendorf où il succède à Franz von Rinecker en tant que directeur de l’hôpital psychiatrique de Wurtzbourg.
Il est membre de la commission chargée de l’expertise psychiatrique de Louis II de Bavière afin de le destituer[réf. nécessaire]. Après la mort de son beau-père en 1886, il se rend à Munich et devient directeur du Kreis-Irrenanstalt de Haute-Bavière. Il est élu membre de la Leopoldina en 1887. En 1896, il remplace Joseph von Kerschensteiner au sein du ministère, devenant ensuite médecin-chef et président de la commission médicale de Bavière.

## Ouvrages
- (de) Hubert von Grashey, Die Cholera-Epidemie im Juliusspitale zu Würzburg, Wurtzbourg, 1867
- (de) Hubert von Grashey, Die Wellenbewegung elastischer Röhren und der Arterienpuls des Menschen, Leipzig, 1881
- (de) Hubert von Grashey (Compilation des travaux de Bernhard von Gudden), Bernhard von Gudden's gesammelte und hinterlassene abhandlungen, 1889